# エミリー・キャリー
エミリー・キャリー（Emily Joanna Carey、2003年4月30日 - ）は、イングランドの女優、子役。
ロンドン・バーネット区出身。2013年、9歳の時にミュージカル『シュレック・ザ・ミュージカル』でデビュー。以後、子役として活動する。大ヒットファンタジードラマ『ゲーム・オブ・スローンズ』の前日譚『ハウス・オブ・ザ・ドラゴン』でオットー・ハイタワーの娘アリセントの若き日を演じる。

## 私生活
キャリーはクィアであると認識し 「彼女/彼ら」の代名詞を使用する。キャリーは The Children's Trust の #MyBrave キャンペーンの立ち上げを支援した。 彼女は、バンドRLYで演奏するミュージシャンのケリマリー・ウィリスと関係がある。

## 主な出演作品
| 公開年 | 邦題 原題                                                              | 役名                             | 備考                       |
| ------ | ---------------------------------------------------------------------- | -------------------------------- | -------------------------- |
| 2016   | フーディーニ&ドイルの怪事件ファイル 〜謎解きの作法〜 Houdini and Doyle | メアリー・コナン・ドイル         | テレビミニシリーズ         |
| 2017   | ワンダーウーマン Wonder Woman                                          | ダイアナ（12歳）                 | [ 13 ] [ 14 ] [ 15 ]       |
| 2018   | トゥームレイダー ファースト・ミッション Tomb Raider                    | ララ・クロフト（14歳）           | [ 16 ]                     |
| 2019   | ターン・アップ・チャーリー ～人生アゲていこう!～ Turn Up Charlie       | ベア                             | テレビドラマ、1エピソード  |
| 2020   | ゲット・イーブン 〜タダで済むと思った?〜 Get Even                      | ミカ                             | テレビドラマ、10エピソード |
| 2020   | アナスタシア・イン・アメリカ Anastasia: Once Upon A Time               | アナスタシア                     |                            |
| 2021   | アンネ・フランクと旅する日記 Where Is Anne Frank                       | アンネ・フランク                 | アニメ映画、声の出演       |
| 2021   | Monster Family 2                                                       | Mila Starr / Mila 2.0            | アニメ映画、声の出演       |
| 2022   | ハウス・オブ・ザ・ドラゴン House of the Dragon                         | アリセント・ハイタワー(少女時代) | テレビドラマ               |